# Chilling Adventures of Sabrina
Chilling Adventures of Sabrina é uma série americana de quadrinhos publicada por Archie Horror, uma marca da Archie Comics, a partir de 2014. A série se concentra em Sabrina Spellman durante sua adolescência na década de 1960. A série é uma versão mais sombria dos personagens e cenário de Sabrina the Teenage Witch. É escrito por Roberto Aguirre-Sacasa, com arte de Robert Hack, e é inspirado nas aparições de Sabrina na série Archie de Aguirre-Sacasa, Afterlife with Archie.

## História de publicação
Devido à recepção positiva de Afterlife whit Archie #6, que se centrou em Sabrina, uma série solo estrelando ela foi anunciada em junho de 2014. A primeira edição foi lançada em outubro de 2014. A série teve um hiato de seis meses antes de retornar em abril de 2015 sob o novo selo Archie Horror.
Embora as duas séries sejam descritas como "séries companheiras" e compartilhem vários personagens, elas são definidas em sua própria realidade e não estão diretamente relacionadas umas com as outras. Na edição #8, Sabrina experimenta uma visão das versões de Afterlife with Archie de si mesma e Jughead Jones, sugerindo alguma conexão entre as duas continuidades.

## Arcos históricos
Volume 1: The Crucible (Edições 1-5)
Ambientada nos anos 60, a bruxa Sabrina vive com suas tias bruxas, Hilda e Zelda, seu primo Ambrose e Salem, seu felino familiar, na cidade de Greendale. Aproximando-se de seu décimo sexto aniversário, ela deve escolher se vai se tornar uma bruxa completa ou seguir uma vida mortal com seu namorado, Harvey Kinkle. Enquanto isso, Madame Satã, uma antiga chama do pai de Sabrina, voltou do inferno e quer se vingar da família Spellman.
Volume 2: Witch-War (Edições 6–)
O pai de Sabrina, Edward Spellman, está misteriosamente de volta entre os vivos, disfarçado de Harvey ressuscitado. Hilda e Zelda alertam Sabrina sobre as consequências da necromancia, mas Sabrina protege "Harvey" contra suas tentativas de mandá-lo de volta ao túmulo. Edward começa a se perguntar quem poderia ter ajudado Sabrina a se envolver em magia tão poderosa.

## Personagens

### Principal
- Sabrina Spellman, uma meia-bruxa adolescente que mora na cidade de Greendale com suas tias, seu primo Ambrose e seu familiar Salem. Sem o conhecimento de Sabrina, quando ela tinha apenas um ano de idade, ela foi tirada de sua mãe, Diana, por suas tias com a aprovação de seu pai, Edward. Sabrina foi informada de que sua mãe morreu e ela não viu seu pai desde que ela era jovem. Enquanto Sabrina é ensinada bruxaria por suas tias em casa, ela vive uma vida relativamente normal em público como uma líder de torcida e estudante na Baxter High School. Ninguém, incluindo seu namorado Harvey, está ciente de que ela é uma bruxa.
- Hilda Spellman, tia bruxa e co-guardiã de Sabrina. Ela é mais tolerante do que Zelda, embora ambas sejam seguidoras estritas da lei das bruxas e da Igreja da Noite.
- Zelda Spellman, outra tia bruxa e co-guardiã de Sabrina. Ela é mais pragmática que Hilda, apesar de ambas quererem o melhor para a sobrinha, apesar de manter em segredo a verdade sobre os pais.
- Madame Satã, anteriormente conhecida como Iola, a bruxa de Edward, que ele deixou para Diana. Desolado que ele escolheu um mortal sobre ela, Iola se matou e acabou nas covas da Gehenna, um lugar reservado no círculo do Inferno para suicídios, onde permaneceu sem rosto até que ela foi acidentalmente libertada por duas bruxas amadores.
- Ambrose Spellman, primo bruxo de Sabrina que vem morar com ela e suas tias do Velho Mundo. Como punição pelo Conselho das Bruxas por se revelar aos mortais, ele não pode deixar a casa de Spellman.
- Harvey Kinkle, jogador de futebol e aluno na Baxter High. Ele é namorado de Sabrina, mas não sabe que ela e suas tias são bruxas. Depois de ser criado por Madame Satã, ele descobre sua verdadeira natureza e é morto pelas outras bruxas. Edward é mais tarde ressuscitado no corpo de Harvey, embora Sabrina acredite apenas que seja Harvey.
- Salem, familiar de Sabrina, que muitas vezes age como a voz da razão. Originalmente um humano chamado Samuel, ele foi transformado em um gato como punição pelas bruxas de Salem Village por engravidar uma bruxa chamada Abigail (sem saber que ela era uma bruxa) e se recusar a casar com ela.
- Edward Spellman, o pai bruxo distante de Sabrina e o irmão mais novo de Hilda e Zelda. Ele rapidamente subiu nas fileiras da Igreja da Noite como um ilusionista habilidoso e acabou se tornando um Sumo Sacerdote. Ele quebrou a lei das bruxas para se casar com Diana Sawyer, uma mortal, a quem ele esperava que lhe desse um herdeiro. Quando Hilda e Zelda descobriram que Edward estava mentindo para a congregação, eles o prenderam em uma árvore como punição.

### Outros personagens
- Diana Spellman (née Sawyer), a mãe mortal de Sabrina, que ela acredita estar morta, mas está realmente em uma clínica psiquiátrica. Seu marido, Edward, a enlouqueceu depois que ela se recusou a entregar sua filha a suas irmãs. Madame Satã finalmente concede a Diana sua sanidade, mas garante que ela nunca será capaz de convencer os médicos a deixá-la sair. Diana é brevemente capaz de entrar em contato com Sabrina através de um sonho, mas é interrompida e Sabrina logo esquece o encontro.
- Rosalind, também chamada "Roz" e "Rossy" na ocasião, uma aluna da Baxter High School que compete com Sabrina por tudo, desde meninos a papéis na escola, até popularidade. Como Rosalind é geralmente a que está perdendo, ela freqüentemente fofoca maliciosamente sobre Sabrina para outros estudantes. Diana avisa Sabrina sobre Rosalind em um sonho, dizendo que ela não é como parece, mas Sabrina esquece na manhã seguinte.
- Nag e Nagaina, os familiares cobras de Ambrose que eram originalmente humanos que foram enganados por um feiticeiro a tentar assassinar a futura noiva de seu pai e, consequentemente, foram transformados em cobras.
- Betty Cooper e Veronica Lodge, jovens bruxas do coven da High Preistess Grundy em Riverdale, que estavam tentando convocar um súcubo para ajudá-las a resolver uma rivalidade de sangue, mas em vez disso convocaram Madame Satã. Mais tarde, elas visitam Greendale com outros da Riverdale High e participam da busca por Harvey. Enquanto lá, Madame Satã as recruta para um feitiço de ressurreição.
- Satanás, também conhecido como Lúcifer e o Diabo, a figura adorada da Igreja da Noite. Ele aparece durante o batismo de Sabrina como um gigante bode humanóide. Quando ele apareceu para Salem em 1692, ele também exibiu uma cabeça humana.

A série também faz alusão a versões ficcionais de numerosas figuras do mundo real, como Rudyard Kipling, Ann-Margret, Aleister Crowley, Giles Corey, John, Benjamin, William e Elizabeth Proctor, Abigail Williams, Reverendo Parris, Mercy Lewis, Sorcar e Alphonse Louis Constant.
Personagens fictícios de outras mídias aparecem também, como Martin Coslaw, Miss Lovett, Rikki-Tikki-Tavi, Steven Marcato e as Três Bruxas. Figuras de demonologia incluem Baphomet, Yan-gant-y-tan, Volac, Belzebu, Fur-Fur, Cerbere, Ba-El, Empusa e Stolas.
Além de Betty e Veronica, vários outros personagens da Archie Comics aparecem brevemente, incluindo Archie Andrews, Jughead Jones, Chuck Clayton, Reggie Mantle, Dilton Doiley, Mr. Weatherbee, Nancy Woods, Hot Dog e Pop Tate.

## Recepção
As duas primeiras edições esgotaram. A Comic Book Resources chamou-a de "uma surpreendentemente bem-sucedida sub-impressão de horror" e "que Aguirre-Sacasa e Hack criaram uma história de terror que funcionaria bem, mesmo que não estivesse ligada à icônica 'Sabrina'". enquanto The Mary Sue disse que foi "uma mudança refrescante de ritmo para uma história que todos nós pensamos que já sabemos". IGN deu a primeira edição de 8,9 de 10, chamando-a de "algo que os fãs de Afterlife e horror em geral estarão querendo mais pelo fim da edição". A Comics Alliance chamou isso de "uma conquista incrível", dizendo que "em um momento em que estamos criando alguns quadrinhos de terror fantásticos nas arquibancadas, Sabrina pode ser apenas a melhor do grupo".

## Adaptação para televisão
Em setembro de 2017, foi relatado que uma série de televisão live-action estava sendo desenvolvida para a The CW, Warner Bros. Television e pela Berlanti Productions, com um lançamento planejado para a temporada televisiva de 2018–2019. Baseado na série de quadrinhos, apresentando a personagem Sabrina the Teenage Witch, da Archie Comics, a série seria uma série de companhia para Riverdale. Lee Toland Krieger dirigiu o piloto, que foi escrito por Roberto Aguirre-Sacasa. Ambos são produtores executivos, juntamente com Greg Berlanti, Sarah Schechter e Jon Goldwater. Em dezembro de 2017, o projeto foi transferido para Netflix com um novo título ainda a ser anunciado. Duas temporadas, com dez episódios cada, foram encomendadas pelo serviço de streaming. As filmagens para a primeira temporada começaram em 19 de março de 2018.
Em janeiro de 2018, foi anunciado que Kiernan Shipka assinou contrato para interpretar o papel principal de Sabrina Spellman, e o presidente da CW, Mark Pedowitz, observou que, "no momento, não há discussão sobre crossover" com Riverdale. A primeira temporada de Chilling Adventures of Sabrina foi lançada mundialmente pela Netflix em 26 de outubro de 2018.